# Vingt-cinquième district congressionnel de l'État de New York
Le 25e district congressionnel de New York est un district actuellement représenté par le Démocrate Joseph Morelle. Depuis 2023, le district est situé dans le Comté de Monroe et une partie du Comté d'Orléans, centré sur la ville de Rochester.
Lors de la course de 2018, le siège était vacant. Joseph Morelle (Démocrate), membre de l'Assemblée de l'État, a affronté James Maxwell (Républicain, Conservateur, Réformateur) aux élections générales, que Morelle a remportées haut la main. Morelle a ensuite été réélu en 2020 et 2022.

## Historique de vote
| Année | Poste     | Résultats               |
| ----- | --------- | ----------------------- |
| 1992  | Président | Clinton 41,0 % – 36,0 % |
| 1996  | Président | Clinton 51,0 % – 38,0 % |
| 2000  | Président | Gore 51,0 % – 45,0 %    |
| 2004  | Président | Kerry 50,0 % – 48,0 %   |
| 2008  | Président | Obama 59,0 % – 40,0 %   |
| 2012  | Président | Obama 59,0 % – 39,0 %   |
| 2016  | Président | Clinton 56,0 % – 39,0 % |
| 2020  | Président | Biden 60,0 % – 37,0 %   |

## Liste des Représentants du district
| Membre                          | Parti                    | Années                              | Congrès        | Histoire électorale | Zone géographique                    |
| ------------------------------- | ------------------------ | ----------------------------------- | -------------- | --- | ------------------------------------ |
| District établit le 4 mars 1823 |                          |                                     |                | |                                      |
| Samuel Lawrence (en)            | Républicain-Démocrate    | 4 mars 1823 - 3 mars 1825           | 18e            | Élu en 1822. | 1823–1833 Comté de Tioga et Tompkins |
| Charles Humphrey (en)           | Anti-Jacksonien          | 4 mars 1825 - 3 mars 1827           | 19e            | Élu en 1824. | 1823–1833 Comté de Tioga et Tompkins |
| David Woodcock (en)             | Anti-Jacksonien          | 4 mars 1827 - 3 mars 1829           | 20e            | Élu en 1826. | 1823–1833 Comté de Tioga et Tompkins |
| Thomas Maxwell (en)             | Jacksonien (en)          | 4 mars 1829 - 3 mars 1831           | 21e            | Élu en 1828. | 1823–1833 Comté de Tioga et Tompkins |
| Gamaliel H. Barstow (en)        | Anti-maçonnique          | 4 mars 1831 - 3 mars 1833           | 22e            | Élu en 1830. | 1823–1833 Comté de Tioga et Tompkins |
| Samuel Clark (en)               | Jacksonien (en)          | 4 mars 1833 - 3 mars 1835           | 23e            | Élu en 1832. | 1833–1843                            |
| Graham H. Chapin (en)           | Jacksonien (en)          | 4 mars 1835 - 3 mars 1837           | 24e            | Élu en 1834. | 1833–1843                            |
| Samuel Birdsall (en)            | Démocrate                | 4 mars 1837 - 3 mars 1839           | 25e            | Élu en 1836. | 1833–1843                            |
| Theron S. Strong (en)           | Démocrate                | 4 mars 1839 - 3 mars 1841           | 26e            | Élu en 1838. | 1833–1843                            |
| John Maynard (en)               | Whig                     | 4 mars 1841 - 3 mars 1843           | 27e            | Élu en 1840. | 1833–1843                            |
| George O. Rathbun (en)          | Démocrate                | 4 mars 1843 - 3 mars 1847           | 28e , 29e      | Élu en 1842. Réélu en 1844. | 1843–1853                            |
| Harmon S. Conger (en)           | Whig                     | 4 mars 1847 - 3 mars 1851           | 30e , 31e      | Élu en 1846. Réélu en 1848. | 1843–1853                            |
| Thomas Y. Howe Jr. (en)         | Démocrate                | 4 mars 1851 - 3 mars 1853           | 32e            | Élu en 1850. | 1843–1853                            |
| Edwin B. Morgan (en)            | Whig                     | 4 mars 1853 - 3 mars 1855           | 33e - 35e      | Élu en 1852. | 1853–1863                            |
| Edwin B. Morgan (en)            | Opposition Party (en)    | 4 mars 1855 - 3 mars 1857           | 33e - 35e      | Réélu en 1854. | 1853–1863                            |
| Edwin B. Morgan (en)            | Républicain              | 4 mars 1857 - 3 mars 1859           | 33e - 35e      | Réélu en 1856. | 1853–1863                            |
| Martin Butterfield (en)         | Républicain              | 4 mars 1859 - 3 mars 1861           | 36e            | Élu en 1858. | 1853–1863                            |
| Theodore M. Pomeroy (en)        | Républicain              | 4 mars 1861 - 3 mars 1863           | 37e            | Élu en 1860. Redécoupage vers le 24e district. | 1853–1863                            |
| Daniel Morris (en)              | Républicain              | 4 mars 1863 - 3 mars 1867           | 38e , 39e      | Élu en 1862. Réélu en 1864. | 1863–1873                            |
| William H. Kelsey (en)          | Républicain              | 4 mars 1867 - 3 mars 1871           | 40e , 41e      | Élu en 1866. Réélu en 1868. | 1863–1873                            |
| William H. Lamport (en)         | Républicain              | 4 mars 1871 - 3 mars 1873           | 42e            | Élu en 1870. Redécoupage vers le 26e district. | 1863–1873                            |
| Clinton D. MacDougall (en)      | Républicain              | 4 mars 1873 - 3 mars 1875           | 43e            | Élu en 1872. Redécoupage vers le 26e district. | 1873–1883                            |
| Elias W. Leavenworth (en)       | Républicain              | 4 mars 1875 - 3 mars 1877           | 44e            | Élu en 1874. | 1873–1883                            |
| Frank Hiscock                   | Républicain              | 4 mars 1877 - 3 mars 1887           | 45e - 49e      | Élu en 1876. Réélu en 1878. Réélu en 1880. Réélu en 1882. Réélu en 1884. Réélu en 1886. Démissionne lorsqu'élu Sénateur des États-Unis.                                | 1873–1883                            |
| 1883–1893                       |                          |                                     | 45e - 49e      | Élu en 1876. Réélu en 1878. Réélu en 1880. Réélu en 1882. Réélu en 1884. Réélu en 1886. Démissionne lorsqu'élu Sénateur des États-Unis.                                |                                      |
| Vacant                          | Vacant                   | 3 mars 1887 - 8 novembre 1887       | 50e            | |                                      |
| James J. Belden (en)            | Républicain              | 8 novembre 1887 - 3 mars 1893       | 50e - 52e      | Élu pour terminer le mandat de Hiscock. Réélu en 1888. Réélu en 1890. Redécoupage vers le 27e district.                                                                |                                      |
| James S. Sherman                | Républicain              | 4 mars 1893 - 3 mars 1903           | 53e - 57e      | Élu en 1892. Réélu en 1894. Réélu en 1896. Réélu en 1898. Réélu en 1900. Redécoupage vers le 27e district.                                                             | 1893–1903                            |
| Lucius N. Littauer (en)         | Républicain              | 4 mars 1903 - 3 mars 1907           | 58e , 59e      | Redécoupage depuis le 22e district et réélu en 1902. Réélu en 1904. | 1903–1913                            |
| Cyrus Durey (en)                | Républicain              | 4 mars 1907 - 3 mars 1911           | 60e , 61e      | Élu en 1906. Réélu en 1908. | 1903–1913                            |
| Theron Akin (en)                | Républicain Progressiste | 4 mars 1911 - 3 mars 1913           | 62e            | Élu en 1910. | 1903–1913                            |
| Benjamin I. Taylor (en)         | Démocrate                | 4 mars 1913 - 3 mars 1915           | 63e            | Élu en 1912. | 1913–1923                            |
| James W. Husted (en)            | Républicain              | 4 mars 1915 - 3 mars 1923           | 64e - 67e      | Élu en 1914. Réélu en 1916. Réélu en 1918. Réélu en 1920. | 1913–1923                            |
| J. Mayhew Wainwright (en)       | Républicain              | 4 mars 1923 - 3 mars 1931           | 68e - 71e      | Élu en 1922. Réélu en 1924. Réélu en 1926. Réélu en 1928. | 1923–1933                            |
| Charles D. Millard              | Républicain              | 4 mars 1931 - 29 septembre 1937     | 72e - 75e      | Élu en 1930. Réélu en 1932. Réélu en 1934. Réélu en 1936. Démissionne lorsque élu Substitut du Comté de Westchester.                                                   | 1923–1933                            |
| 1933–1943                       |                          |                                     | 72e - 75e      | Élu en 1930. Réélu en 1932. Réélu en 1934. Réélu en 1936. Démissionne lorsque élu Substitut du Comté de Westchester.                                                   |                                      |
| Vacant                          | Vacant                   | 29 septembre 1937 - 2 novembre 1937 | 75e            | |                                      |
| Ralph A. Gamble (en)            | Républicain              | 2 novembre 1937 - 3 janvier 1945    | 75e - 78e      | Élu pour terminer le mandate de Millard. Réélu en 1938. Réélu en 1940. Réélu en 1942. Redécoupage vers le 28e district.                                                |                                      |
| 1943–1953                       |                          |                                     | 75e - 78e      | Élu pour terminer le mandate de Millard. Réélu en 1938. Réélu en 1940. Réélu en 1942. Redécoupage vers le 28e district.                                                |                                      |
| Charles A. Buckley (en)         | Démocrate                | 3 janvier 1945 - 3 janvier 1953     | 79e - 82e      | Redécoupage depuis le 23e district et réélu en 1944. Réélu en 1946. Réélu en 1948. Réélu en 1950. Redécoupage vers le 24e district.                                    |                                      |
| Paul A. Fino (en)               | Républicain              | 3 janvier 1953 - 3 janvier 1963     | 83e - 87e      | Élu en 1952. Réélu en 1954. Réélu en 1956. Réélu en 1958. Réélu en 1960. Redécoupage vers le 24e district.                                                             | 1953–1963                            |
| Robert R. Barry (en)            | Républicain              | 3 janvier 1963 - 3 janvier 1965     | 88e            | Redécoupage depuis le 27e district et réélu en 1962. | 1963–1973                            |
| Richard Ottinger (en)           | Démocrate                | 3 janvier 1965 - 3 janvier 1971     | 89e - 91e      | Élu en 1964. Réélu en 1966. Réélu en 1968. Retrait pour se présenter comme Sénateur des États-Unis.                                                                    | 1963–1973                            |
| Peter A. Peyser (en)            | Républicain              | 3 janvier 1971 - 3 janvier 1973     | 92e            | Élu en 1970. Redécoupage vers le 23e district. | 1963–1973                            |
| Hamilton Fish IV (en)           | Républicain              | 3 janvier 1973 - 3 janvier 1983     | 93e - 97e      | Redécoupage depuis le 28e district et réélu en 1972. Réélu en 1974. Réélu en 1976. Réélu en 1978. Réélu en 1980. Redécoupage vers le 21e district.                     | 1973–1983                            |
| Sherwood Boehlert               | Républicain              | 3 janvier 1983 - 3 janvier 1993     | 98e - 102e     | Élu en 1982. Réélu en 1984. Réélu en 1986. Réélu en 1988. Réélu en 1990. Redécoupage vers le 23e district.                                                             | 1983–1993                            |
| James T. Walsh (en)             | Républicain              | 3 janvier 1993 - 3 janvier 2009     | 103e - 110e    | Redécoupage depuis le 27e district et réélu en 1992. Réélu en 1994. Réélu en 1996. Réélu en 1998. Réélu en 2000. Réélu en 2002. Réélu en 2004. Réélu en 2006. Retrait. | 1993–2003                            |
| 2003–2013                       |                          |                                     | 103e - 110e    | Redécoupage depuis le 27e district et réélu en 1992. Réélu en 1994. Réélu en 1996. Réélu en 1998. Réélu en 2000. Réélu en 2002. Réélu en 2004. Réélu en 2006. Retrait. |                                      |
| Dan Maffei                      | Démocrate                | 3 janvier 2009 - 3 janvier 2011     | 111e           | Élu en 2008. Perd sa réélection. |                                      |
| Ann Marie Buerkle               | Républicain              | 3 janvier 2011 - 3 janvier 2013     | 112e           | Élue en 2010. Redécoupage vers le 24e district et réélue là-bas. |                                      |
| Louise Slaughter                | Démocrate                | 3 janvier 2013 - 16 mars 2018       | 113e - 115e    | Redécoupage depuis le 28e district et réélue en 2012. Réélue en 2014. Réélue en 2016. Décès.                                                                           | 2013–2023                            |
| Vacant                          | Vacant                   | 16 mars 2018 - 13 novembre 2018     | 115e           | | 2013–2023                            |
| Joe Morelle                     | Démocrate                | 13 novembre 2018 - Présent          | 115e - Présent | Élu pour terminer le mandat de Slaughter. Réélu en 2018. Réélu en 2020. Réélu en 2022.                                                                                 | 2013–2023                            |
| Joe Morelle                     | Démocrate                | 13 novembre 2018 - Présent          | 115e - Présent | Élu pour terminer le mandat de Slaughter. Réélu en 2018. Réélu en 2020. Réélu en 2022.                                                                                 | 2023–2025                            |

## Résultats des récentes élections
Voici les résultats des dix précédents cycles électoraux dans le district.

### 2004
| Élection de 2004 du 25e district congressionnel de New York | Élection de 2004 du 25e district congressionnel de New York | Élection de 2004 du 25e district congressionnel de New York | Élection de 2004 du 25e district congressionnel de New York | Élection de 2004 du 25e district congressionnel de New York |
| ----------------------------------------------------------- | ----------------------------------------------------------- | ----------------------------------------------------------- | ----------------------------------------------------------- | ----------------------------------------------------------- |
| Parti                                                       | Parti                                                       | Candidat                                                    | Votes                                                       | %                                                           |
|                                                             | Républicain                                                 | James T. Walsh (en) (sortant)                               | 189 063                                                     | 90,4                                                        |
|                                                             | Indépendant                                                 | Howie Hawkins                                               | 20 106                                                      | 9,6                                                         |
| Total des votes                                             | Total des votes                                             | Total des votes                                             | 209 169                                                     | 100 %                                                       |
|                                                             | Les Républicains conservent                                 |                                                             |                                                             |                                                             |

### 2006
| Élection de 2006 du 25e district congressionnel de New York | Élection de 2006 du 25e district congressionnel de New York | Élection de 2006 du 25e district congressionnel de New York | Élection de 2006 du 25e district congressionnel de New York | Élection de 2006 du 25e district congressionnel de New York |
| ----------------------------------------------------------- | ----------------------------------------------------------- | ----------------------------------------------------------- | ----------------------------------------------------------- | ----------------------------------------------------------- |
| Parti                                                       | Parti                                                       | Candidat                                                    | Votes                                                       | %                                                           |
|                                                             | Républicain                                                 | James T. Walsh (en) (sortant)                               | 110 525                                                     | 50,8                                                        |
|                                                             | Démocrate                                                   | Dan Maffei                                                  | 107 108                                                     | 49,2                                                        |
| Total des votes                                             | Total des votes                                             | Total des votes                                             | 217 633                                                     | 100 %                                                       |
|                                                             | Les Républicains conservent                                 |                                                             |                                                             |                                                             |

### 2008
| Élection de 2008 du 25e district congressionnel de New York | Élection de 2008 du 25e district congressionnel de New York | Élection de 2008 du 25e district congressionnel de New York | Élection de 2008 du 25e district congressionnel de New York | Élection de 2008 du 25e district congressionnel de New York |
| ----------------------------------------------------------- | ----------------------------------------------------------- | ----------------------------------------------------------- | ----------------------------------------------------------- | ----------------------------------------------------------- |
| Parti                                                       | Parti                                                       | Candidat                                                    | Votes                                                       | %                                                           |
|                                                             | Démocrate                                                   | Dan Mafei                                                   | 157 375                                                     | 54,8                                                        |
|                                                             | Républicain                                                 | Dale Sweetland                                              | 120 217                                                     | 41,9                                                        |
|                                                             | Vert                                                        | Howie Hawkins                                               | 9 483                                                       | 3,3                                                         |
| Total des votes                                             | Total des votes                                             | Total des votes                                             | 287 075                                                     | 100 %                                                       |
|                                                             | Les Démocrates prennent aux Républicains                    |                                                             |                                                             |                                                             |

### 2010
| Élection de 2010 du 25e district congressionnel de New York | Élection de 2010 du 25e district congressionnel de New York | Élection de 2010 du 25e district congressionnel de New York | Élection de 2010 du 25e district congressionnel de New York | Élection de 2010 du 25e district congressionnel de New York |
| ----------------------------------------------------------- | ----------------------------------------------------------- | ----------------------------------------------------------- | ----------------------------------------------------------- | ----------------------------------------------------------- |
| Parti                                                       | Parti                                                       | Candidat                                                    | Votes                                                       | %                                                           |
|                                                             | Républicain                                                 | Ann Marie Buerkle                                           | 104 374                                                     | 50,1                                                        |
|                                                             | Démocrate                                                   | Dan Mafei                                                   | 103 807                                                     | 49,9                                                        |
| Total des votes                                             | Total des votes                                             | Total des votes                                             | 208 181                                                     | 100 %                                                       |
|                                                             | Les Républicains prennent aux Démocrates                    |                                                             |                                                             |                                                             |

### 2012
| Élection de 2012 du 25e district congressionnel de New York | Élection de 2012 du 25e district congressionnel de New York | Élection de 2012 du 25e district congressionnel de New York | Élection de 2012 du 25e district congressionnel de New York | Élection de 2012 du 25e district congressionnel de New York |
| ----------------------------------------------------------- | ----------------------------------------------------------- | ----------------------------------------------------------- | ----------------------------------------------------------- | ----------------------------------------------------------- |
| Parti                                                       | Parti                                                       | Candidat                                                    | Votes                                                       | %                                                           |
|                                                             | Démocrate                                                   | Louise Slaughter (sortante)                                 | 179 810                                                     | 57,4                                                        |
|                                                             | Républicain                                                 | Maggie Brooks                                               | 133 389                                                     | 42,6                                                        |
|                                                             | Autres                                                      | Autres                                                      | 9 561                                                       | 0                                                           |
| Total des votes                                             | Total des votes                                             | Total des votes                                             | 313 199                                                     | 100 %                                                       |
|                                                             | Les Démocrates prennent aux Républicains                    |                                                             |                                                             |                                                             |

### 2014
| Élection de 2014 du 25e district congressionnel de New York | Élection de 2014 du 25e district congressionnel de New York | Élection de 2014 du 25e district congressionnel de New York | Élection de 2014 du 25e district congressionnel de New York | Élection de 2014 du 25e district congressionnel de New York |
| ----------------------------------------------------------- | ----------------------------------------------------------- | ----------------------------------------------------------- | ----------------------------------------------------------- | ----------------------------------------------------------- |
| Parti                                                       | Parti                                                       | Candidat                                                    | Votes                                                       | %                                                           |
|                                                             | Démocrate                                                   | Louise Slaughter (sortante)                                 | 96 803                                                      | 49,26                                                       |
|                                                             | Républicain                                                 | Mark Assini                                                 | 95 932                                                      | 48,82                                                       |
|                                                             | Autres                                                      | Autres                                                      | 3 781                                                       | 1,92                                                        |
| Total des votes                                             | Total des votes                                             | Total des votes                                             | 196 516                                                     | 100 %                                                       |
|                                                             | Les Démocrates conservent                                   |                                                             |                                                             |                                                             |

### 2016
| Élection de 2016 du 25e district congressionnel de New York | Élection de 2016 du 25e district congressionnel de New York | Élection de 2016 du 25e district congressionnel de New York | Élection de 2016 du 25e district congressionnel de New York | Élection de 2016 du 25e district congressionnel de New York |
| ----------------------------------------------------------- | ----------------------------------------------------------- | ----------------------------------------------------------- | ----------------------------------------------------------- | ----------------------------------------------------------- |
| Parti                                                       | Parti                                                       | Candidat                                                    | Votes                                                       | %                                                           |
|                                                             | Démocrate                                                   | Louise Slaughter (sortante)                                 | 182 950                                                     | 54,39                                                       |
|                                                             | Républicain                                                 | Mark Assini                                                 | 142 650                                                     | 42,41                                                       |
|                                                             | Autres                                                      | Autres                                                      | 10 786                                                      | 3,21                                                        |
| Total des votes                                             | Total des votes                                             | Total des votes                                             | 336 386                                                     | 100 %                                                       |
|                                                             | Les Démocrates conservent                                   |                                                             |                                                             |                                                             |

### 2018
| Élection de 2018 du 25e district congressionnel de New York | Élection de 2018 du 25e district congressionnel de New York | Élection de 2018 du 25e district congressionnel de New York | Élection de 2018 du 25e district congressionnel de New York | Élection de 2018 du 25e district congressionnel de New York |
| ----------------------------------------------------------- | ----------------------------------------------------------- | ----------------------------------------------------------- | ----------------------------------------------------------- | ----------------------------------------------------------- |
| Parti                                                       | Parti                                                       | Candidat                                                    | Votes                                                       | %                                                           |
|                                                             | Démocrate                                                   | Joseph Morelle                                              | 149 993                                                     | 59,0                                                        |
|                                                             | Républicain                                                 | Jim Maxwell                                                 | 105 925                                                     | 41,0                                                        |
| Total des votes                                             | Total des votes                                             | Total des votes                                             | 269 980                                                     | 100 %                                                       |
|                                                             | Les Démocrates conservent                                   |                                                             |                                                             |                                                             |

### 2020
| Élection de 2020 du 25e district congressionnel de New York, | Élection de 2020 du 25e district congressionnel de New York, | Élection de 2020 du 25e district congressionnel de New York, | Élection de 2020 du 25e district congressionnel de New York, | Élection de 2020 du 25e district congressionnel de New York, |
| ------------------------------------------------------------ | ------------------------------------------------------------ | ------------------------------------------------------------ | ------------------------------------------------------------ | ------------------------------------------------------------ |
| Parti                                                        | Parti                                                        | Candidat                                                     | Votes                                                        | %                                                            |
|                                                              | Démocrate                                                    | Joseph Morelle (sortant)                                     | 206 396                                                      | 59,3                                                         |
|                                                              | Républicain                                                  | George Mitris                                                | 136 198                                                      | 39,2                                                         |
|                                                              | Libertarien                                                  | Kevin Wilson                                                 | 5 325                                                        | 1,5                                                          |
| Total des votes                                              | Total des votes                                              | Total des votes                                              | 347 919                                                      | 100 %                                                        |
|                                                              | Les Démocrates conservent                                    |                                                              |                                                              |                                                              |

### 2022
Les Primaires Démocrate et Républicaine ont été annulées. Joseph Morelle (D-Sortant) et La'Ron Singletary (R) avancent vers l'Élection Générale.
| Élection de 2022 du 25e district congressionnel de New York | Élection de 2022 du 25e district congressionnel de New York | Élection de 2022 du 25e district congressionnel de New York | Élection de 2022 du 25e district congressionnel de New York | Élection de 2022 du 25e district congressionnel de New York |
| ----------------------------------------------------------- | ----------------------------------------------------------- | ----------------------------------------------------------- | ----------------------------------------------------------- | ----------------------------------------------------------- |
| Parti                                                       | Parti                                                       | Candidat                                                    | Votes                                                       | %                                                           |
|                                                             | Démocrate                                                   | Joseph Morelle (sortant)                                    | 152 022                                                     | 53,8                                                        |
|                                                             | Républicain                                                 | La'Ron Singletary                                           | 130 190                                                     | 46,1                                                        |
|                                                             | Write-In                                                    | Write-In                                                    | 132                                                         | 0,0                                                         |
| Total des votes                                             | Total des votes                                             | Total des votes                                             | 282 344                                                     | 100 %                                                       |
|                                                             | Les Démocrates conservent                                   |                                                             |                                                             |                                                             |

### 2024
Les Primaires Démocrates et Républicaines ont été annulées. Joseph Morelle (D-Sortant) et Gregg Sadwick (R) avancent vers l'Élection Générale.
| Élection de 2024 du 25e district congressionnel de New York | Élection de 2024 du 25e district congressionnel de New York | Élection de 2024 du 25e district congressionnel de New York | Élection de 2024 du 25e district congressionnel de New York | Élection de 2024 du 25e district congressionnel de New York |
| ----------------------------------------------------------- | ----------------------------------------------------------- | ----------------------------------------------------------- | ----------------------------------------------------------- | ----------------------------------------------------------- |
| Parti                                                       | Parti                                                       | Candidat                                                    | Votes                                                       | %                                                           |
|                                                             | Démocrate                                                   | Joseph Morelle (sortant)                                    | TBD                                                         | TBD                                                         |
|                                                             | Républicain                                                 | Gregg Sadwick                                               | TBD                                                         | TBD                                                         |
| Total des votes                                             | Total des votes                                             | Total des votes                                             | TBD                                                         | 100 %                                                       |
|                                                             |                                                             |                                                             |                                                             |                                                             |

## Frontières historiques du district
Historiquement, la majeure partie de ce district était située dans le nord de l'État de New York. Dans les années 1960, le 25e district était un siège de Westchester/Rockland, couvrant aujourd'hui les zones des 17e et 18e districts. Dans les années 1970, c'était le district de la basse Hudson Valley et congruent avec l'actuel 19e district. Le Comté d'Onondaga était divisé entre le 32e district (qui comprenait les comtés ruraux à l'est de Syracuse, désormais dans les 23e et 24e districts) et le 33e district (qui comprenait les comtés de Finger Lakes dans les 24e et 29e districts).
Dans les années 1980, le district était centré sur la région d'Utica (aujourd'hui le 24e district) et la région de Syracuse était entièrement située dans le 27e district. De 2003 à 2013, il s’étendait de Syracuse jusqu’à la banlieue nord-est de Rochester. Le district comprenait les comtés d'Onondaga et de Wayne, la partie la plus au nord du Comté de Cayuga et les villes d'Irondequoit, Penfield et Webster dans le Comté de Monroe. Le district comprenait 100 milles de rives du Lac Ontario, les Finger Lakes les plus à l'est et des parties importantes du Canal Érié.

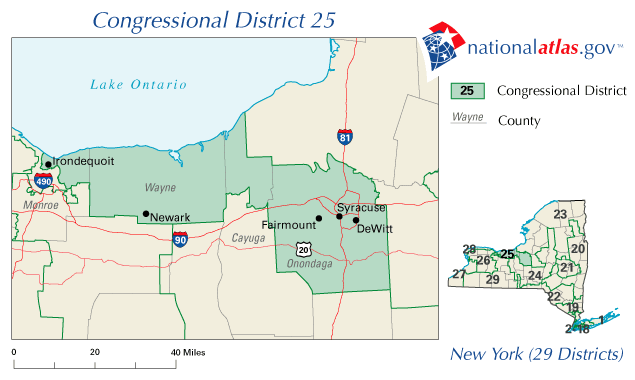
2003 - 2013

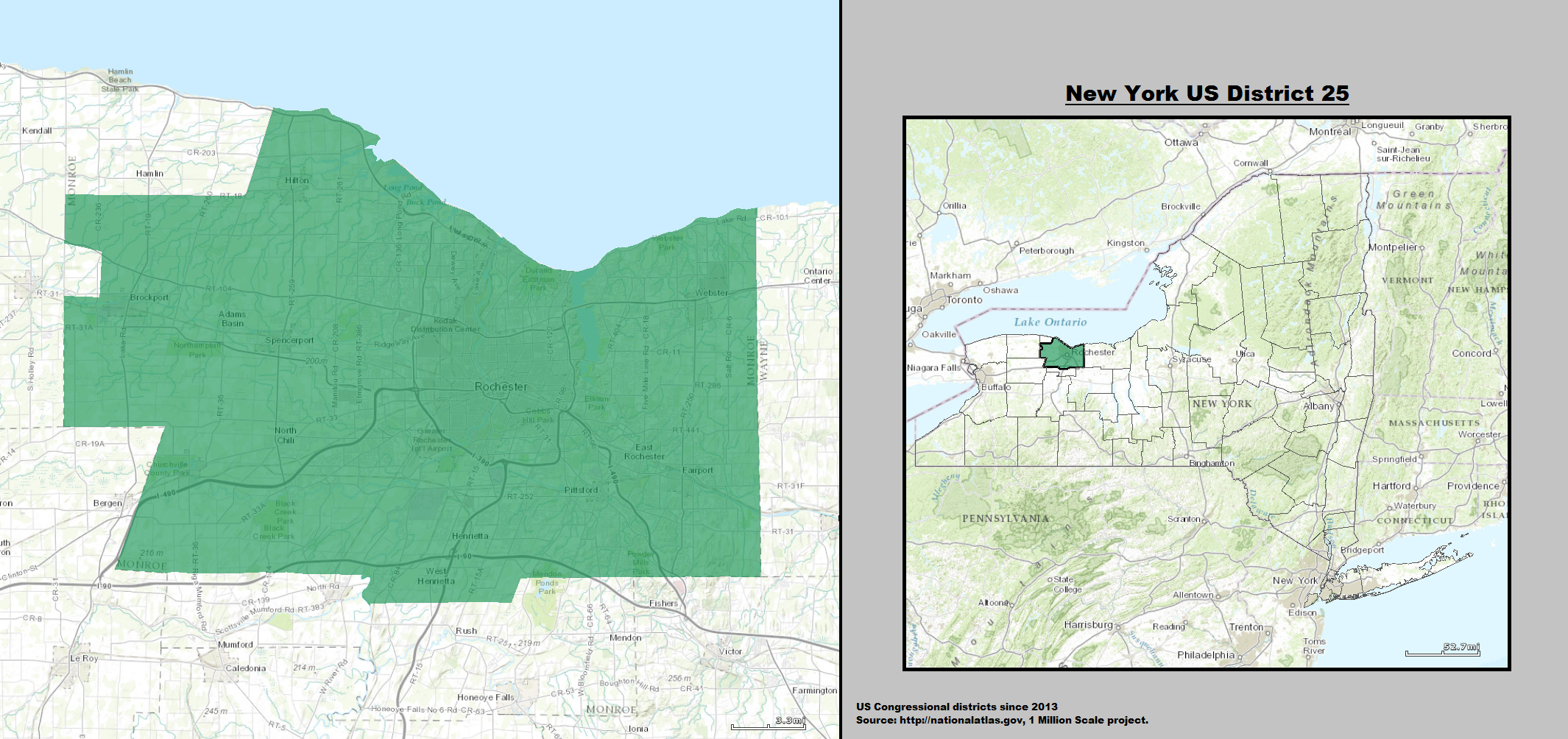
2013 - 2023